# Лејк Провиденс (Луизијана)
Лејк Провиденс (енгл. Lake Providence) град је у америчкој савезној држави Луизијана.

## Демографија
По попису из 2010. године број становника је 3.991, што је 1.113 (-21,8%) становника мање него 2000. године.
| Група             | 2000.         | 2010.         |
| Белци             | 996 (19,5%)   | 664 (16,6%)   |
| Афроамериканци    | 4.058 (79,5%) | 3.229 (80,9%) |
| Азијати           | 11 (0,2%)     | 39 (1,0%)     |
| Хиспаноамериканци | 35 (0,7%)     | 53 (1,3%)     |
| Укупно            | 5.104         | 3.991         |